# Эпаево
Эпаево (горномар. Эпäй) — деревня в Горномарийском районе Марий Эл Российской Федерации. Входит в состав Емешевского сельского поселения.

## География
Деревня находится на расстоянии 19 км к юго-западу от города Козьмодемьянск, административного центра района.

### Часовой пояс
Деревня Эпаево, как и вся Марий Эл, находится в часовой зоне МСК (московское время). Смещение применяемого времени относительно UTC составляет +3:00.

## История
Деревня названа по имени первопоселенца. Впервые упоминается в 1859 году в списках населённых мест Казанской губернии под названием околодок Эпаев из деревни Ценибекова.

## Население
| 1859 | 2002 | 2010 | 2013 | 2014 | 2015 |
| ---- | ---- | ---- | ---- | ---- | ---- |
| 72   | ↘20  | ↘12  | ↘11  | ↗12  | ↗13  |